# Electra scuticifera
Electra scuticifera is een mosdiertjessoort uit de familie van de Electridae. De wetenschappelijke naam van de soort is voor het eerst geldig gepubliceerd in 2008 door Nikulina.